# Psarádes
Psarádes (grec moderne : Ψαράδες ; en bulgare : Нивици ; en macédonien : Нивици) est un village de la municipalité de Prespes, dans la région de Flórina, en Macédoine-Occidentale (Grèce). Jusqu'en 1927, il était connu sous le nom de Nívitsa (Νίβιτσα).

## Géographie
Situé à 850 m d'altitude, sur la rive méridionale du lac Prespa, il se trouve à la frontière avec l'Albanie (à l'ouest) et la Macédoine (au nord).
Selon le recensement de 2011, le village comptait alors 83 habitants.

## Histoire
Psarádes accueille, le 17 juin 2018, la cérémonie de signature de l'accord bilatéral sur la dénomination de la « Macédoine du Nord », remplaçant celle d'« Ancienne République yougoslave de Macédoine », en usage depuis l'accession à l'indépendance du pays, en 1991. L'accord est signé par les ministres des Affaires étrangères grec et macédonien, Níkos Kotziás et Nikola Dimitrov, en présence des premiers ministres, Aléxis Tsípras et Zoran Zaev. Il est connu sous le nom d'accord de Prespa.